# Жуан Жілберту
Жуан Жілберту (порт. João Gilberto, повне ім'я: Жуан Жілберту Праду Перейра де Олівейра, порт. João Gilberto Prado Pereira de Oliveira; нар. 10 червня 1931, Жуазейру, Баїя, Бразилія — пом. 6 липня 2019) — бразильський співак і гітарист, що вважається одним з засновників босанови.
З 1950 років жив переважно в Ріо-де-Жанейро, проте тривалий час не мав успіху. Поворотним записом в кар'єрі музиканта вважається запис пісні «Chega de Saudade» Антоніу Карлоса Жобіна 1958 року, де Жілберту акомпанував на гітарі співачці Елізет Кардозу. Незабаром Жуан записав сольну платівку, а потім й альбом із цією піснею, що стала хітом і прославила босанову. Найбільшим же хітом Жілберту вважається пісня  The Girl from Ipanema, випущена у виконанні дружини Жуана, Аструд Жілберту, в 1963 році.
У 1962—1980 мешкав переважно у США, випустивши ряд сольних альбомів, а також сумісно з Стенлі Гетцом, зокрема випущений цими музикантами сумісний альбом Getz/Gilberto здобув премію «Греммі». 1980 року повернувся у Бразилію, продовжуючи активну гастрольну діяльність у країнах Європи, Північної Америки, Японії тощо.

## Дискографія
- 1959: Chega de Saudade
- 1960: O Amor, o Sorriso e a Flor
- 1961: Joao Gilberto
- 1964: Getz/Gilberto
- 1965: Herbie Mann & Joao Gilberto with Antonio Carlos Jobim
- 1966: Getz/Gilberto Vol. 2
- 1970: Joao Gilberto en Mexico
- 1973: Joao Gilberto (1973)
- 1976: The Best of Two Worlds
- 1977: Amoroso
- 1980: Joao Gilberto Prado Pereira de Oliveira
- 1981: Brasil
- 1986: Live at the 19th Montreux Jazz Festival
- 1987: Live in Montreux
- 1990: Stan Getz meets Joao & Astrud Gilberto
- 1991: Joao
- 1994: Eu Sei que Vou Te Amar
- 2000: Joao Voz e Violao
- 2002: Live at Umbria Jazz
- 2004: In Tokyo
- 2015: Um encontro no Au bon gourmet
- 2015: Selections from Getz/Gilberto 76
- 2016: Getz/Gilberto 76